# Poverty Row
Termenul Poverty Row (care are sensul de "Aleea Sărăciei") era un termen de argou folosit la Hollywood de la sfârșitul epocii filmelor mute până la mijlocul anilor 1950 pentru a se referi la  studiourile mici de producție, mai ales cele care realizau filme B.

## Studiouri
- CBC Productions (mai târziu a devenit Columbia Pictures) a fost considerat un studio Poverty Row.
- Tiffany Pictures
- Mascot Pictures
- Larry Darmour Productions
- Monogram Pictures
- Republic Pictures
- Grand National Films Inc.
- Producers Releasing Corporation